# Albert Bloch
 (mai 2011).
Pour les articles homonymes, voir Bloch et Albert Bloch (artiste).
Albert Bloch est un personnage d'À la recherche du temps perdu de Marcel Proust.

## Présentation dans le roman

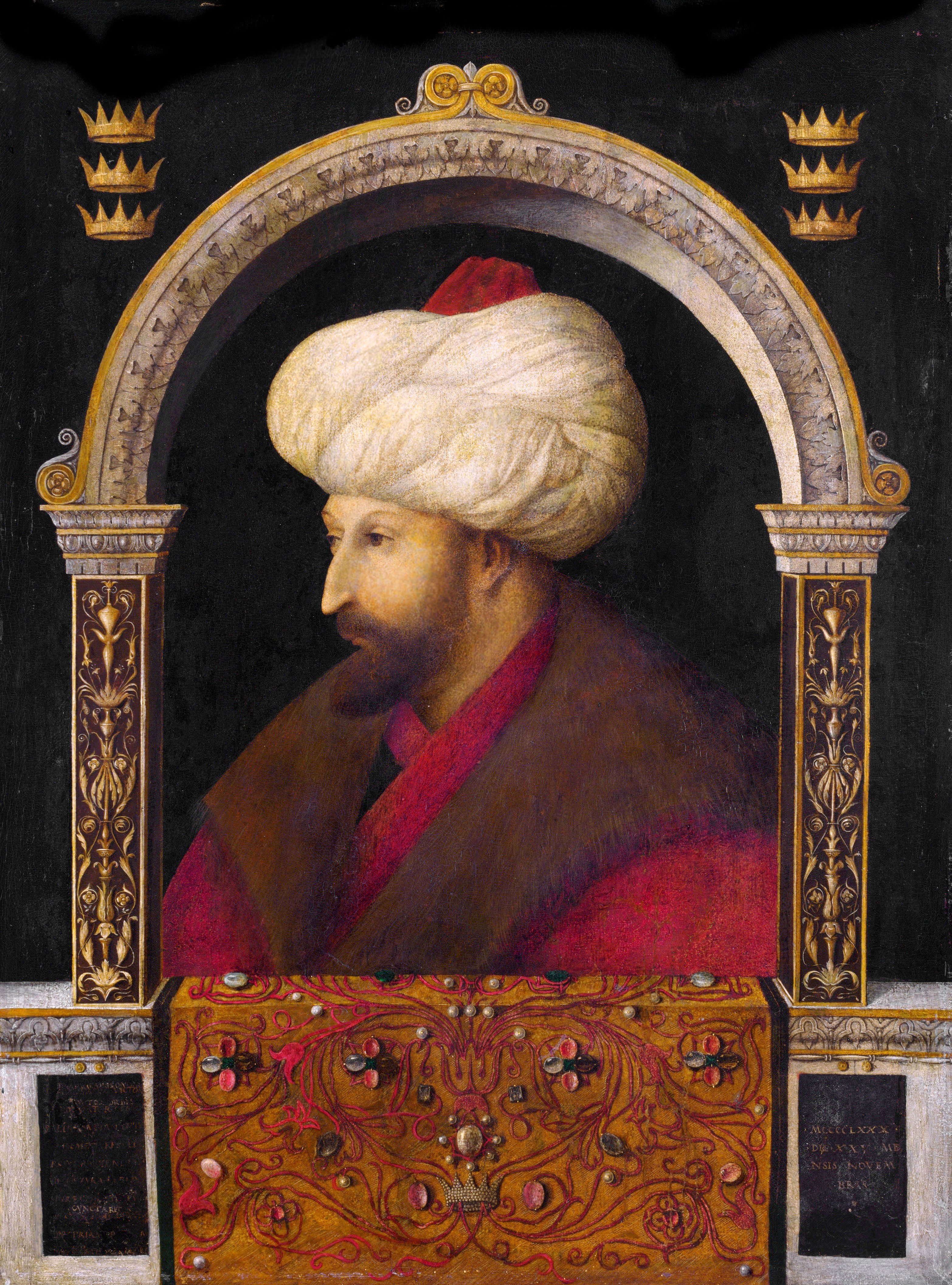
Portrait de Mehmed II, auquel Swann compare Albert Bloch (par Gentile Bellini).

Le narrateur le rencontre dès Combray, la première partie du roman, ils sont camarades d'école. Il montre un caractère fort, et semble faire office de mentor pour l'enfant, ou vouloir jouer un tel rôle. C'est lui qui apprend au jeune garçon que les filles aiment aussi faire l'amour.
C'est un bourgeois juif parisien, qui déplaît aux parents du narrateur qui le mettent à la porte dans Combray. En effet il se montre expansif et versatile, ses actes de générosité spontanés leur déplaisent, ce que ne comprend pas le narrateur. C'est aussi à cette époque qu'il parle pour la première fois de Bergotte au narrateur. Il parle dans un jargon néo-homérique affecté. Swann le compare au portrait de Mahomet II par Gentile Bellini.
Le Narrateur le présente à Saint-Loup dans À l'ombre des jeunes filles en fleurs. Bloch le soupçonne d'être snob, ce qui donne à ce dernier envie de rétorquer : si j'étais snob, je ne te fréquenterais pas.
Dans Guermantes, présenté à la marquise de Villeparisis lors d'une de ses réceptions, il montre sa maladresse et sa mauvaise éducation. Il médit sur Saint-Loup devant le narrateur. Il sonde Norpois sur l'affaire Dreyfus mais ne parvient pas à connaître son opinion.
Plus tard, à Doncières, le narrateur le présente à Charlus qui lui trouve de l'intérêt. Dans Sodome et Gomorrhe, très dreyfusard, Bloch fait signer des listes pour le colonel Picquart à Swann et au prince de Guermantes. Au début de La Prisonnière, Bloch fait prêter 5 000 F à Morel par son oncle Nissim Bernard, ce qui lui attire la haine de Morel, devenu antisémite. En août 1914, il rencontre le narrateur et Saint-Loup. Bloch leur montre sa crainte de partir pour le front et sa vulgarité. Pendant la guerre, son prestige d'auteur dramatique s'affirme. Dans Le Temps retrouvé, le narrateur le reconnaît difficilement à la matinée de la princesse de Guermantes. Il a pris le nom de Jacques du Rozier, porte monocle et adopte le « chic anglais ».

## Interprètes
- Christian Vadim dans Le Temps retrouvé de Raoul Ruiz (1999)
- Arthur Igual dans À la recherche du temps perdu de Nina Companeez (2011)
- Yoann Gasiorowski dans Le Côté de Guermantes, adaptation théâtrale écrite et mise en scène par Christophe Honoré à la Comédie-Française (2020)